# Jouïssance
Jouïssance is een uit het Frans afkomstige term voor genot met een seksuele connotatie, ofwel lust. Het is een vervorming van jouir, wat in het Frans zowel genieten betekent als orgasme als het niet transitief wordt gebruikt.

## Psychoanalyse
In de psychoanalyse is jouïssance gebruikt door Jacques Lacan en is niet direct vertaalbaar.
Jouïssance is bij Lacan in de loop van de tijd aan wijzigingen onderhevig geweest. Aanvankelijk gebruikte Lacan deze term in de Hegeliaanse dialectische betekenis dat de slaaf gedwongen is te werken om producten voort te brengen ter genieting van de meester. In dit verband kan men denken aan de juridische term 'vruchtgebruik' of het marxistische 'meerwaarde'. Vanaf 1953, het jaar van Lacans eerste Séminaire wordt het begrip terloops gebruikt in de betekenis van genot met inbegrip van seksueel genot. Nog in 1957 duidt Lacan met "jouissance" de lust in relatie tot het seksueel object aan.

## Drugsgebruik
Jouïssance wordt ook wel als term gebruikt om seks onder invloed van een genotmiddel te beschrijven, met name voor MDMA, beter bekend als Ecstasy.